# Rautschuwagytgyn
Rautschuwagytgyn (russisch Раучувагытгын, auch Раучуагытгын Rautschuagytgyn oder Раучувагыткын Rautschuwagytkyn; tschuktschisch Равчывагытгын Rawtschywagytgyn) ist ein See in Ostsibirien. Administrativ gehört er zum Tschaunski Rajon im Autonomen Kreis der Tschuktschen.

## Geographische Lage
Der See liegt auf 625 m Höhe in einem Trogtal an der Nordflanke des Ilirney-Rückens (Илирнейский кряж), etwa 115 km südsüdwestlich der Tschaunbucht der Ostsibirischen See. Die umliegenden Berge aus kreidezeitlichem Andesit erreichen Höhen von über 1600 m. Der See ist  glazialen Ursprungs. Moränen nördlich des Rautschuwagytgyn markieren die Grenze der maximalen Vereisung. Der See ist bis zu 36 m tief. Ein zentrales Becken geht im nördlichen Teil des Gewässers in einen seichteren Bereich mit Tiefen von weniger als sechs Metern über. Bei einer Breite von bis zu 1,8 km ist der See in Nord-Süd-Richtung 4,35 km lang. Er wird von der Rautschua durchflossen, die in die Ostsibirische See entwässert. Das Einzugsgebiet des Sees ist 214,5 km² groß.
Die Umgebung des Rautschuwagytgyn ist unbewohnt. Die am nächsten gelegene Stadt ist das 100 km Luftlinie entfernte Bilibino im Nordwesten. Pewek, das Verwaltungszentrum des Rajons, liegt 220 km nordnordöstlich.

## Hydrochemische Charakteristik
Eine Analyse im Juli 2018 ergab, dass das Seewasser eine geringe elektrische Leitfähigkeit von 85,5 μS/cm−1 besitzt. Die mittlere Sichttiefe betrug 3,90 m. Der pH-Wert lag bei 7,8. Die Menge gelösten organischen Kohlenstoffs  war mit 0,9 mg/l gering.

## Natur
Der See liegt nördlich des Polarkreises in der Permafrostregion, und in seiner Umgebung herrscht arktisches Kontinentalklima. Die Jahresmitteltemperatur beträgt −11,8 °C. Die höchste monatliche Mitteltemperatur gibt es im Juli mit 13 °C, die tiefste im Januar mit −30 °C. Die jährliche Niederschlagsmenge ist mit 200 mm gering. Der See ist von Oktober bis Anfang Juli von einer Eisschicht bedeckt, die bis zu 1,80 m dick sein kann. Das Gebiet rund um den See ist im Winter durch eine Inversion der Lufttemperatur gekennzeichnet.
Das raue Klima am See lässt Bäume nur an geschützten Stellen wachsen. Vorherrschend sind Zwergsträucher und eine offene Kraut- bzw. Graminoidtundra. Insgesamt wurden 320 verschiedene Pflanzenarten nachgewiesen, darunter boreale wie das Rotgelbe Fuchsschwanzgras sowie die Seggen Carex appendiculata und Carex rostrata (Schnabel-Segge). Im See leben der Wandersaibling und die Ostsibirische Äsche, in der Umgebung Wildtiere wie Schneeschafe, Rentiere, Braunbären und Vielfraße.
Seit 1975 steht der Rautschuwagytgyn als Naturdenkmal unter staatlichem Schutz.

## Archäologische Fundstätte
Auf einer 5 bis 6 m über dem Ufer liegenden Terrasse am Zufluss der Rautschua in den See befindet sich eine archäologische Fundstätte aus der späten Jungsteinzeit. Sie wurde 1981 entdeckt und über mehrere Jahre hinweg ausgegraben. Ihre Gesamtfläche beträgt 2000 m². Am Seeufer wurden sechs weitere Fundorte identifiziert. Hier wurden kleine Schieferplatten, Kieselsteine und flache Steine mit eingravierten Bildern gefunden. Einige zeigen Darstellungen von Behausungen, andere Ornamente.